# Saint Dié
Cet article concerne le saint. Pour la ville, voir Saint-Dié-des-Vosges.

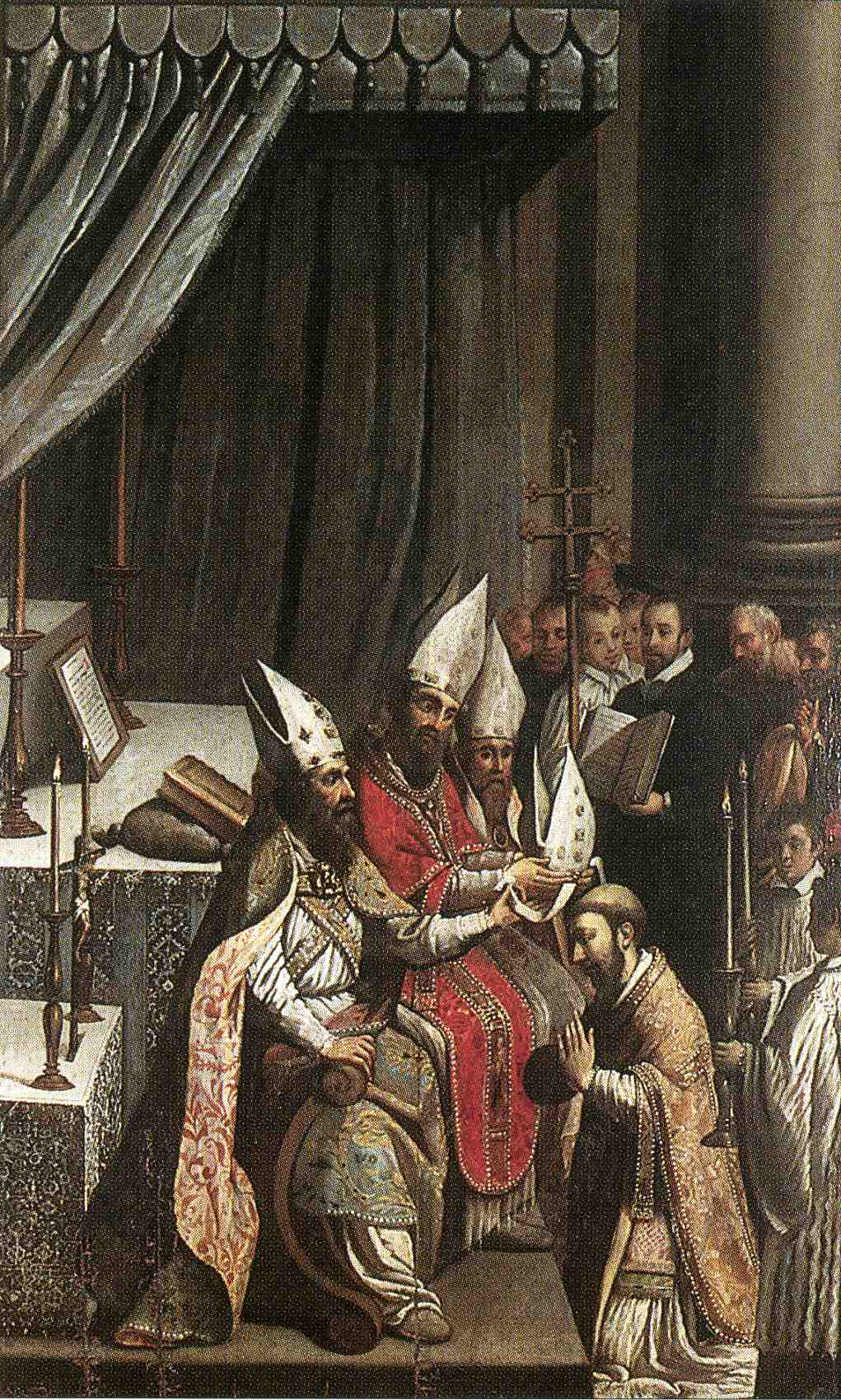
La Consécration de Déodat, par Claude Bassot (vers 1620).

Saint Dié, ou saint Déodat de Nevers, Deodatus en latin d'Église, ou saint Dieudonné en ancien français, est un personnage légendaire du VIIe siècle, premier patron d'un vaste ban montagnard centré sur la haute vallée de la Meurthe dans les Vosges. Il ne doit pas être confondu avec saint Déodat de Nole (martyr en 473).
Les hagiographies tardives le décrivent en évêque de Nevers, titre fort controversé. Après s'être retiré dans la solitude, le saint homme aurait fondé un ermitage au Petit-Saint-Dié puis aurait construit le monastère des Jointures, lieu précis entre le Robache et la Meurthe autour duquel se forme, bien plus tard au XIIIe siècle, la première ville qui prit son nom, Saint-Dié,. Il serait mort en 679.
Celui qui est bien plus prosaïquement un fondateur de ban religieux, c'est-à-dire d'une grande paroisse montagnarde, est honoré le 19 juin,. Il l'était autrefois le 8 juillet.

## Légende et tradition populaire vosgienne
Saint Dié fait référence à un saint homme nommé Deodatus en latin d'église ou Dieudonné en français, réduit en  Dié. Les anciens montagnards vosgiens l'appelaient simplement le bonhomme.
Une légende dit qu'il se serait un temps retiré en ermite dans une haute vallée vosgienne. L'hiver venant, il en serait venu à manquer de nourriture. Dieu serait alors apparu en songe à un comte qui s'était lié d'amitié avec le saint. Il ordonna à ce dernier de charger chaque semaine un âne de victuailles, puis de le laisser libre de livrer lui-même son chargement. Plus tard, cet âne fut dévoré par un loup. Lorsque le prédateur découvrit qu'il avait tué un animal chargé d'une mission divine, il comprit qu'il ne lui restait plus, pour expier son péché, qu'à remplacer l'animal de bât pour livrer lui-même provisions et fagots.
Ce qui est narré plus haut, dans sa version la plus sommaire, correspond effectivement à une littérature enfantine. La biographie imprécise, provenant d'une hagiographie tardive, la première Vita Deodati datant du XIe siècle, s'accorde à une conception officielle. Mais saint Dié est surtout un personnage légendaire qui a été adopté comme patron tutélaire par des générations de montagnards vosgiens. C'est dire s'il a laissé à maintes périodes une trace indélébile dans le folklore, la tradition orale et la religiosité populaire.
Mentionnons aussi le prestige religieux que les historiens accordent à la collégiale Saint-Dié, réorganisée au XIIIe siècle, et à la petite ville basse de Saint-Dié à laquelle son efficace administration a donné naissance par association avec le duc de Lorraine. Elle apparaît constamment citée en Lorraine après Nancy et les trois centres d'évêché, Metz, Toul et Verdun, alors qu'elle n'est longtemps qu'un centre religieux qui ne compte pas plus de mille habitants avant le XVIIe siècle. Mais les chanoines, gestionnaires avisés de la collégiale, issus des plus riches familles de la noblesse lorraine, ont plus d'affinités avec les prestigieux chanoines de Murbach ou de Munster qu'avec le modeste saint fondateur qui n'a pas vécu à leurs époques. La tradition orale, rejointe parfois par la légende écrite, laisse entendre qu'il s'agit d'un pieux emprunt et ne semble même pas accorder crédit à sa fondation du monastère des Jointures puisqu'il s'agit d'un rêve anticipateur. 
Le saint homme a donné son nom à un modeste chemin montagnard qui reliait autrefois la plaine d'Alsace entre Sélestat et Colmar à la place du vieux marché de Saint-Martin, proche du Petit-Saint Dié : il passe à proximité de sources et de fontaines car le bonhomme fait surgir les eaux de la terre en tapant avec son grand bâton. Il donne ainsi son nom au col du Bonhomme et au village du Bonhomme, appelé au XVIe siècle Diedelshausen en allemand. Diedel est donc l'équivalent de Dieudonné. C'est pourquoi le marchand empruntant habituellement le vieux chemin saint Dié ou encore l'habitant de Saint-Dié / Sankt Diedeln ou du Bonhomme / Diedelshausen peuvent être appelés occasionnellement Diedeler par les mineurs allemands qui œuvrent dans les mines d'argent du duc de Lorraine au début du XVIe siècle.
Le grand bonhomme, à la beauté grave, accomplit une série de miracles : il redresse les poutres torves comme il rend justice aux démunis, il aménage des prairies en hières (héronnières) et aide celui qui œuvre pour le bien public ou la vérité, il bâtit en échangeant en jets à longues distances ses outils avec son fidèle compagnon Idoux, que celui-ci soit à Moyenmoutier ou ailleurs.
Par la maîtrise de ses outils, mués en armes de jet magiques, le bonhomme évangélisateur transparaît en maître de guerre assagi. Mais il ne faut pas lui chercher noise car il est susceptible de jeter des sorts fatals, de laisser le goître à un malfaisant mécréant ou d'apporter la dégénérescence physique à toute une communauté qui aurait bafoué la bonne croyance ! À un vantard indélicat lui ayant promis sa vigne, mais qui garde pour lui son vin, le saint lance une nuée de guêpes chaque fois qu'il tire son vin jusqu'à ce qu'il se souvienne et tienne son serment.
À une époque que les hagiographies religieuses laissent dans le flou temporel ou situent dans ses dix dernières années d'existence, saint Dié à l'origine moine gyrovague dans le désert, serait devenu défricheur, rassembleur immédiat de communautés et ses nouveaux compagnons convertis auraient essaimés fondant avec vigueur une quinzaine de communautés : Bertrimoutier, Provenchères, Colroy, Lusse, Wisembach, Laveline, La Croix, Mandray, Le Valtin, Anould, Clefcy, Saint-Léonard, Saulcy, Sainte-Marguerite, Saint-Martin.
Après son colossal labeur que certains chroniqueurs évaluent à dix-huit églises, le saint a pris le temps de rêver à un beau monastère sur l'autre rive de la Meurthe.
La tradition raconte que Dieudonné, perdu dans le brouillard, jette sa hache de la chaume du Rossberg surplombant le col du Bonhomme. Cette hache de prairie rompt le brouillard et fait surgir la puissante source saint Dié, au lieu-dit nommé depuis « Petit saint Dié ». Il construit sa cahute, s'y installe en ermite et survit reclus dans la solitude givrée, nourri par les bonnes victuailles que Huna, compagne d'Huno, lui faisait parvenir, et échangent avec les anes, qui sont ou bien des esprits des morts anaons ou bien des fées à pattes d'oies qui hantent les sommets des montagnes par bonds en arc de cercle. Épuisé à son arrivée que la tradition commémorative la plus récente fixe au début de 669, il meurt soit quelques mois plus tard, soit après dix années de contemplation monacale, un jour avant le plus grand soleil (solstice ?).

## Sources écrites
La Vita Deodati, premier document hagiographique connu, est rédigée par un moine bénédictin au XIe ou XIIe siècle. Elle montre l’ignorance à peu près complète du scribe. Démuni d’informations sur la vie de Déodat, il invente dans un style fleuri l'histoire d'un moine errant, mettant bout à bout une succession d’anecdotes considérées comme véridiques, et rapportées arbitrairement à l’époque de la vie du saint homme. Le moine n’a sans doute accès qu’à des documents de diplomatique, le privilège de Numérien, archevêque de Trèves, daté de 664 ou des copies des reconnaissances d’immunité royale des églises vosgiennes, obtenues avant 670. L’auteur évite les croyances populaires et s’inspire de quelques procès récents du chapitre de Saint-Dié avec des communautés éloignées du ban, près de Rambervillers ou en Alsace. Le parcours légendaire, décrit comme aléatoire, se passe justement aux abords de la vieille route de Rambervillers à l'Alsace, dont un modeste diverticule passe par saint Dié. La pérégrination légendaire de Déodat est reprise et transformée par le moine Richer de Senones dans sa chronique au XIIIe siècle. Le chanoine Jean Herquel de Plainfaing l'imite au XVIe siècle. Jean Ruyr reprend le cycle au début du XVIIe siècle. Le grand prévôt de Saint-Dié, François de Riguet, revisite aussi l’itinéraire de saint Dié. Des rapprochements avec saint Maurice d’Agaune s’opèrent même à partir du XVIIIe siècle.
Saint Dié était fêté autrefois le 18 juin à Toul, le 20 juin à Strasbourg et Nevers. Le chapitre de saint Dié l'honorait en culte public le 8 juillet, en compagnie de sainte Hunne, saint Villigod et saint Martin de Moyenmoutier.  La date du 19 juin a été adoptée tardivement. 

### Iconographie
Parmi les présentations de saint Dié, qui figurent, de façon plus ou moins sommaire ou légèrement discordante, dans quelques paragraphes des ouvrages ci-dessous, notons la recension critique des travaux des érudits du XIXe siècle dans la première partie du livre de l'archiviste Paul Boudet.
- Boudet Paul, Le chapitre de Saint Dié en Lorraine, des origines au seizième siècle, Archives des Vosges thèse soutenue le 28 janvier 1914, dans Annales de la Société d’Émulation des Vosges, 90e-97e année, 1914-1921, p. I-XXXI, 1-109, 98e année, 1922, p. 110-274

- Chanzy charles, Précis chronologique de l’histoire de la ville de Saint-Dié, Freisz, Saint-Dié, 1853.

- Chanoine Lévêque Louis, Petite histoire religieuse de nos Vosges, Imprimerie Géhin, Mirecourt, 1947, 200 pages.

- Martin Eug. (abbé), Histoire des diocèses de Toul, Nancy et Saint-Dié, Tome 1, Nancy, 1900, 602 pages.

- OHL des Marais, Albert, Histoire chronologique de la ville et du val de Saint-Dié, Édition culture et civilisation (réédition imprimerie Loos, 1947), Bruxelles, 1979, 384 pages.

- Bulletins de la Société Philomatique Vosgienne, Saint-Dié, Tome 1, 1875 au tome C, 1999-2000.

## Hypothèses mythologiques
Avant la romanisation et la christianisation, près du lieu fondateur du Petit-Saint-Dié proche de Saint-Martin, a été probablement érigée une simple colonne près d'une source. Le légendaire médianimonastérien mentionne que la hache de Déodat a été lancée des chaumes du Rossberg, au-dessus du col du Bonhomme et s'est plantée au Petit-Saint-Dié, faisant surgir une source ferrugineuse. Le manche symbolise l'axe de la colonne, centre du monde au sens religieux : ce genre de lieu est consacré à la vieille divinité de la guerre et de l'orage Tiuz. La racine a laissé tuesday en anglais ou Dienstag en allemand - mardi. Le dieu Toutatis, dieu des assemblées du peuple assimilé abusivement à Mars par Jules César, en est le correspondant celtique. 
L'étymologie populaire gallo-romaine de lieu rapproché de Martin pourrait être un "Mars thinganus" - le thing étant l'assemblée, un dieu de la guerre latinisé en mars. La guerre et le commerce faisant bon ménage, le lieu-dit Vieux Marché de Saint-Martin est la plus ancienne place de marché de cette partie de la vallée connue avant le XIXe siècle. Aujourd'hui encore, mardi et vendredi sont jours de marché à Saint-Dié.
Enfin, le monde celte tardif puis gallo-romain a été fasciné par le mythe d'Hercule au point de générer de nombreux cultes d'hommes accédant à la divinité par leur art ou leur force. Les découvertes de Deneuvre dans la vallée de la Meurthe attestent la présence herculéenne pendant l'Empire romain. Bien avant d'être repris par la figure judéo-chrétienne de Moïse, les demi-dieux gaulois ou l'Hercule gréco-romain plantent leur bâton en s'arrêtant sur leur chemin et une source abondante jaillit. Saint Dié est ainsi associé dans la mémoire traditionnelle ancienne à une quantité prodigieuse de sources, définissant un nombre de chemins bien supérieur à celui qui a été pérennisé par l'autorité religieuse et politique jusqu'à nos jours.

## Poésie et religiosité populaire
Au-delà d’une fonction thaumaturge repoussant in extremis l’issue fatale de la maladie, saint Dié est un sauveur au moment crucial. Il n’apporte pas richesse et prospérité, comme le faisait une bonne intercession à saint Gondelbert ou à sainte Claire, et encore moins le succès et l’insouciance heureuse. Dieudonné donne au vrai croyant la force d’accomplir ses derniers combats. 
Des écrits attestent le recours à Dieudonné par les mères désolées et leur bébé malade, ou mort après la naissance ou encore mort-né, afin que sur l’autel soit effectué le baptême. La tradition populaire affirmait que saint Dié permet une résurrection immédiate de la petite âme, au moins le temps du baptême, afin qu’elle soit sauvée des limbes par l’eau baptismale. La légende attribue généreusement au saint la guérison miraculeuse de très jeunes enfants ; il n’oublie pas l’extrême misère et la détresse la plus sincère des démunis.
La petite église Notre-Dame de Galilée, placée au XIIe siècle sous la protection de la Vierge et de saint Dié, contenait une quantité impressionnante d’ex-votos sous l’Ancien Régime et en recevait encore au XVIIIe siècle. Parmi la foule d’objets déposés ou accrochés aux murs du sanctuaire en guise de remerciements, se voyaient des chaînes et des boulets, des barreaux et des serrures forcés offerts par des prisonniers, des papiers de libération de contrées lointaines, des armes de soldats réchappés d’escarmouches ou de batailles, des plaques protectrices ou des béquilles, des cordes ou des couteaux et autres instruments divers qui avaient permis d’échapper à la captivité ou à une agression mortelle ! 
Mais le pèlerinage autour du sanctuaire, sur le monticule des Jointures, gradué et strié de haies d’épine blanche, concernait souvent des malades incurables, des mourants. Ces malades sans espoir mâchaient les fleurs d’aubépine au XVIe siècle et demandaient à l’autel du saint une rémission de quelques mois. C’est pourquoi, à proximité ou aux environs de la minuscule ville de Saint-Dié, de nombreux lieux dédiés aux malades, maladreries, madeleines, refuges avec sanctuaire, étaient installés.
Saint Dié est invoqué, avec sainte Agathe, pour stopper les épizooties désastreuses. Avec saint Georges ou saint Michel, il repousse la Mesnie Hellequin et protège des pires intempéries météorologiques. Saint Dié découpe le brouillard et fait parfois fuir les nuages. Les jours de brouillard dense sont très rares à cet endroit de la vallée.
Guerrier à la foi rigoriste, saint inspirant aux fidèles de bonnes raisons de vivre, saint Diez avec cette force acharné à vaincre l’adversité, devient un impitoyable vengeur, un justicier austère qui accable génération après génération les fauteurs et les mécréants. Pourtant, au bon temps habituel, après les efforts jugés nécessaires, le bonhomme réinvente joie et amour des choses et des êtres. Son culte fidèle montre une remarquable tolérance et un sens aigu de la liberté d’autrui. Enfin, il apparaît prosaïquement dans les jeux des enfants qui jouaient avec fantaisie au bonhomme de neige.

## Une tentative d'explication historique
Dié appartient à la première tradition d'évangélisation de la montagne vosgienne, à l'instar de Romaric et d'Amé, de Gondelbert ou de Claire (Kiara). Cette première organisation religieuse en grande paroisse se fixe au VIe et VIIe siècles en Austrasie, parfois au détriment des diocèses déjà constitués au début du IVe siècle. Des réorganisations communes en Alémanie, en Alsace ou dans les Vosges ont été qualifiées plus tard, de façon péjorative, par les scribes bénédictins d'irlandaises car les simples et très nombreuses celles ou cellules chrétiennes, qui sont parfois de petits monastères, encore appelés moutier, moustier ou munster ou des lieux d'activités sacrées ou bonnes, innombrables têtes spirituelles et administratives de ces grandes paroisses étaient placés sous l'autorité d'un chrétien élu, le papa, à la prêtrise supérieure. Ces pères ou abbés portaient crosse, ordonnaient l'assemblée du peuple chrétien ou ecclesia, gouvernée par un conseil ou thinganus réunissant les hommes libres et, avec l'appui tacite d'un puissant protecteur mérovingien, prétendaient ouvertement au rang épiscopal, au grand dam de l'évêque du lieu.
Il va de soi que cette hiérarchie multiple et complexe, au comput local particulier, ainsi que les héros et les saints qu'elle a créés à l'occasion des premiers jours de novembre, n'a jamais été avalisée par l'Église romaine revenue à une orthodoxie rigide après l'intelligente adaptation du culte par le pape Grégoire. Une immense partie de l'Église anglaise du Nord, basée à York, appartient aussi à cette mouvance irlandaise qui a réveillé les legs d'un tout premier christianisme populaire : elle n'a jamais été totalement assimilée par l'archevêché de Cantorbéry.
Une hypothèse biographique montre la formation d'un jeune homme dans un réseau de moutiers s'adonnant à des spécialités dont la complexité surprendrait les historiens locaux. Haguenau et sa forêt sacrée jouent un rôle attracteur pour maîtres et étudiants. Né vers 600, celui qui prendra le nom religieux de Deodatus fait ses preuves et se lance dans une carrière d'homme public en accédant à une charge représentative au parlement local ou thing. Par ses vœux religieux ou sa capacité diplomatique, plus que par la force guerrière, il accède aux conseils de justice dans la montagne vosgienne. Il a la pleine maîtrise de son savoir, lorsque Gundoinus ou Gundwin est nommé duc d'Alsace en 640 et cherche à émanciper les contrées évangélisées de la tutelle royale. Avec l'aide de son parent Leudinus Bodo, qui lègue une terre à Etival pour y fonder une assemblée, le duc invoquant des raisons religieuses soustrait à l'influence directe du pays chaumontois un grand ban dans la montagne vosgienne au cœur duquel passe la voie des Saulniers ou via salinatorum. Le duc obtient pour ce ban montagnard le principe d'une immunité fiscale.
Alors que le fisc royal et l'administration comtale sont court-circuités pour des raisons plus stratégiques que religieuses, la population veut sa part des généreuses donations. Des administrateurs de la première assemblée basée à Etival sont indélicats. Des représentants de l'assemblée, représentant le plus grand nombre, sont insatisfaits. Parmi eux, Gondelbert, puis Déodat et Spinule font dissidence et contribuent alors à former les grandes paroisses. On ne connaît la réaction de Gundwinus alors qu'une bonne gestion autonome commence à être assurée et que les défenseurs des nouveaux bans obtiennent une concession royale. La protection ducale a donné naissance aux émiettements de la Wasgau, à l'ouest de l'Alsatia. Au nord, avance le Nordgau et au sud se fixe le Sundgau. 

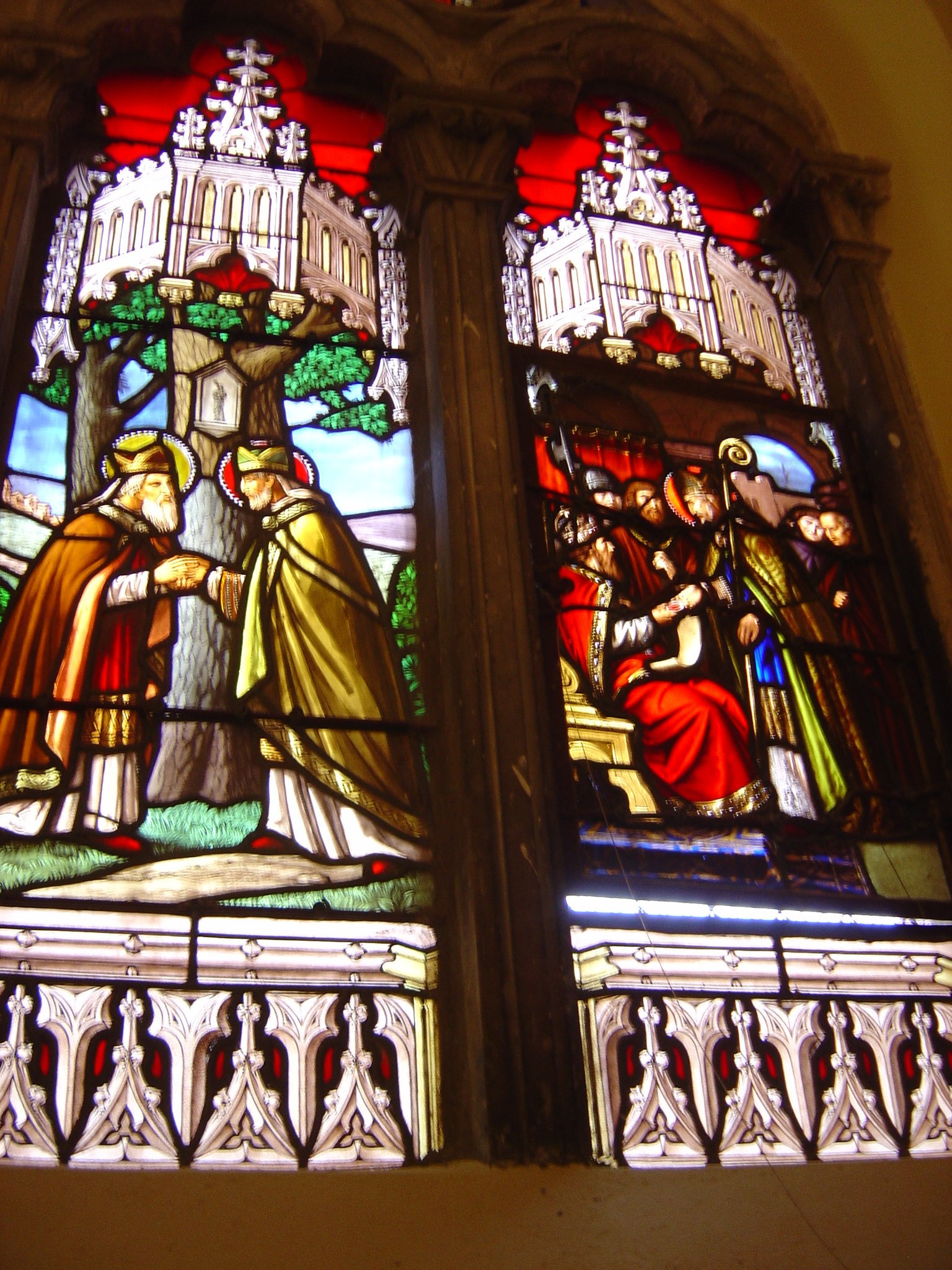
Saint Dié et saint Hydulphe (à gauche) ; donation de Childéric II à saint Dié (à droite) à la chapelle du Petit-Saint-Dié, vitraux restaurés.

Lorsque Boniface devient duc vers 662, il n'accepte les dissidences qu'à condition de réduire à son profit le rôle directeur des assemblées locales et d'y accroître sa part fiscale. Par ruse, il appelle à discussions les dirigeants des assemblées devenus autonomes par décret royal et les contraint à demeurer otages, les forçant à se démettre de leur charge. Brimades et assignation à résidence atteignent la santé des représentants captifs. Déodat oublié après des années de captivité s'échappe : le premier mémoire perdu relate-t-il le parcours du fugitif, bonhomme de neige qui s'égare dans l'hiver ? Il est recueilli par les montagnards du Bonhomme, puis part expliquer à l'assemblée des hommes la manipulation perfide. Usé par la maladie, il se cache à proximité du lieu habité devenu le faubourg Saint-Martin pour ne pas mettre en danger ses amis et dévoiler sa présence aux soldats de passage stipendiés par le duc. A-t-il écrit ses mémoires avant de rendre l'âme ? Nul document ne dit si l'assemblée a levé le bâton d'infamie et combattu avec la force de ses membres contre l'abus ducal. Mais elle sut honorer la fidélité de son fondateur Déodat.
La légende la plus autorisée considère Déodat en moine évangélisateur gyrovague. Pourtant, le lieu associé à l'ultime pérégrination est le Petit-Saint-Dié. C'est un lieu minuscule proche d'une source au bas d'une montagne en forme de casque. Ce massif vénéré autrefois par les guerriers se dénomme Saint-Martin. Les environs sont peuplés de loups, entendez également des guerriers. Mais le lieu sur lequel sera érigée une petite chapelle perdure au cours des siècles. Tous les représentants des habitants y apportent encore au XVIIIe siècle les drapeaux et oriflammes des communautés du val Saint Diey.
La doxa savante a longtemps prétendu que les Vosges étaient alors désertes. Les hypothèses éminemment subjectives du désert d'âmes chrétiennes ou d'un lieu temporairement sans hommes, comme les chaumes en hiver ou les blés après la moisson, peuvent être retenues. Les modèles archéologiques affirment la présence humaine, les bonnes terres cultivées, les chaumes d'altitude fréquentées par les troupeaux en bonne saison, les prairies déjà irriguées. La légende bénédictine a voulu effacer toute antériorité de présence humaine. En effet, plus d'un siècle après l'apogée des premiers bans religieux, les moines bénédictins reçoivent le monopole religieux de l'autorité de Charles Martel et surtout de son fils le roi Pépin le Bref. Ceux-ci soutiennent au besoin par les armes la cause romaine pour agrandir leur territoire royal. Et la lutte pour acquérir les territoires alsaciens des Étichonides reste farouche. La plupart des petits monastères et des hameaux vosgiens en première ligne ont été dévastés, brûlés ou détruits en partie, leurs richesses saisies, leurs avantages fiscaux confisqués et la population résistante mise en servage. 
Les bénédictins, chargés d'administrer au temporel et au spirituel ces bans, se regroupent à Moyenmoutier à la meilleure place à proximité de la seule grande voie de passage vers l'Alsace, l'ancienne voie romaine et exercent un protectorat au long de la voie et sur la vallée de la Meurthe. La tradition laisse entrevoir que Charlemagne, géant magnanime et apaisant, veut effacer les rancœurs et le souvenir des massacres. Sur le lieu d'un des forfaits, le fils fonde un petit monastère dédié à saint Maurice pour qu'une douzaine de moines de la règle bénédictine y prie jour et nuit pour le repos du père, le roi Pépin et ses soldats. Il le rattache virtuellement au monastère Saint Denis. Ses partisans sont rassurés, l'âme conquérante pourra s'amender pour aller au paradis ! Ce petit monastère est intégré ou proche des ruines à la maison des Jointures et de sa pierre hardie.
Les croyants en la continuité du monastère des Jointures depuis son fondateur hypothétique saint Dié devraient apporter la liste de ces successeurs. Elle reste totalement inconnue. Il est vrai que les moines de Moyenmoutier ont profité de cette lacune pour y placer les vingt-huit années de succession de saint Hydulphe. Plus tard, Marcinam, moine bénédictin laisse quelques traces écrites entre 743 et 751. Mais il apparaît plutôt comme un administrateur passager du pouvoir carolingien, une sorte d'alter-égo d'Hydulphe qui lui reste et fonde peu après, un petit monastère bénédictin à Moyenmoutier, le premier probablement dans ce coin de montagne vosgienne.

## Un nom protecteur et des reliques

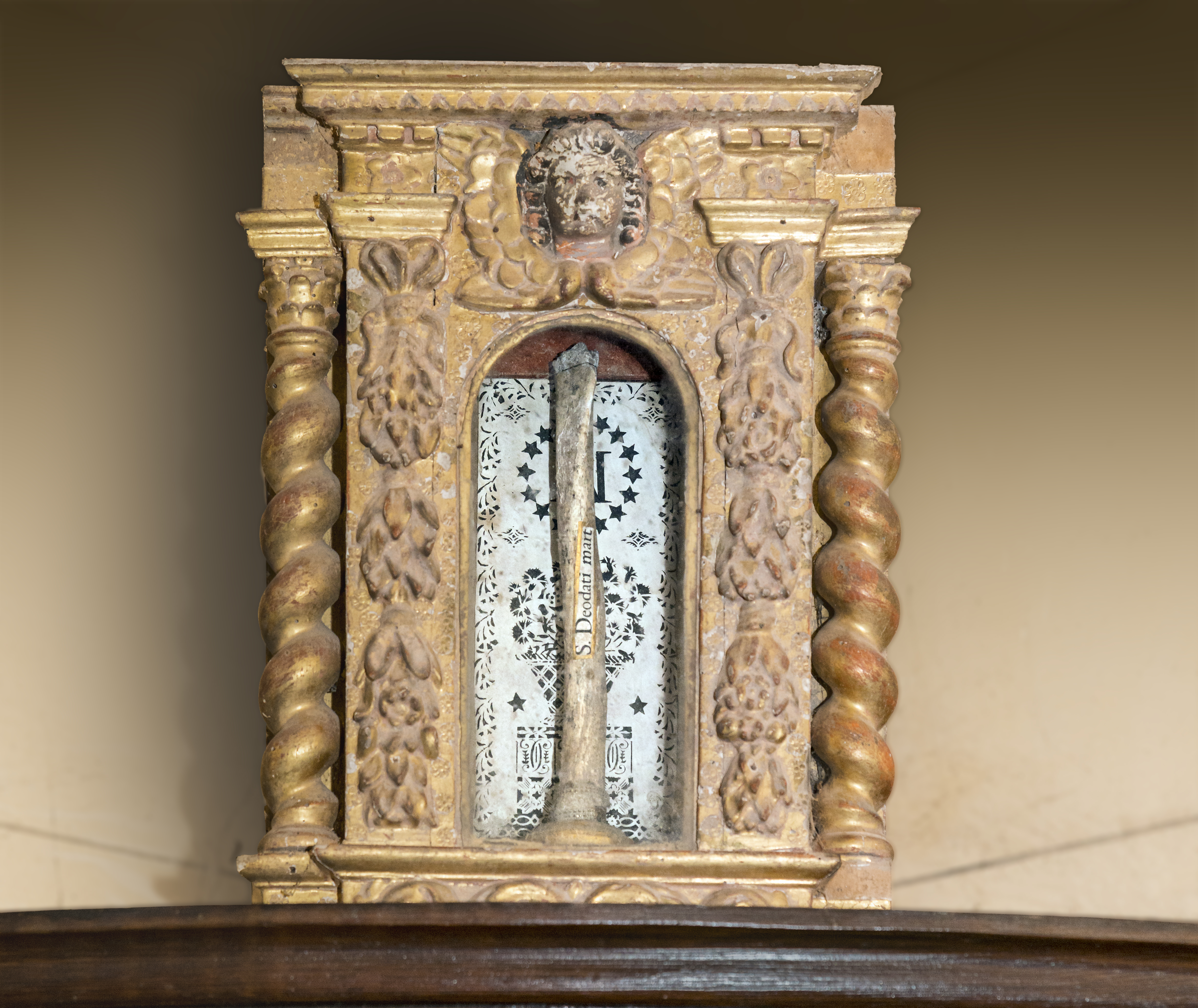
Relique de saint Déodat, église de Castelnau-d'Estrétefonds.

Dieudonné aurait bien été oublié s'il n'était devenu saint Dié par la ferveur populaire de pèlerinage sur son lieu de retraite devenu un cimetière sacré et redouté. La religiosité populaire, animée par quelques hommes de Dieu déguenillés, héritiers d'une cohorte d'anciens moinillons de rite irlandais, a maintenu la flamme. La morgue et un sentiment de suffisance des bénédictins, spécialistes autorisés des reliques et du repos des morts, notaires au service de l'autorité publique, ont renforcé cette conviction. Si, au cours des lectures au repas commun, ils pouvaient mépriser en silence ou parfois rire des vieilles histoires et croyances irlandaises, ils comprirent vite devant les exigences accrues des princes carolingiens en guerre continuelle et leurs menaces de saisie ou de mise en commende de leur abbaye prospère, l'intérêt à réhabiliter les modestes saints locaux qui avaient obtenu et préservé une relative autonomie fiscale. Comme les chefs de guerre locaux contraints d'obéir à un pouvoir incohérent et corrompu, les abbés bénédictins ont revu leur jugement et ajouté aux légendes l'indice de leur présence. 
Le moine Richer et la tradition rapportent que Béatrix de France, veuve du duc Frédéric quelques années après l'an mil, voulut percevoir des arriérés d'impôts et confisquer au besoin les riches reliques. Elle visite en 1003 avec une forte troupe les bans récalcitrants. L'abbaye de Moyenmoutier se désiste sur les pauvres moines de Saint Maurice, collecteurs sur le ban saint Dié et mauvais contributeurs du fisc. La perceptrice royale plante sa tente devant le monastère et exige que les modestes hommes de Dieu honorent plusieurs décennies fiscales. Avares et tremblotants, quelques-uns traversent de nuit la Meurthe pour extirper les reliques vénérées de Déodat. Quelques conteurs facétieux suggèrent même qu'ils ne trouvèrent rien de ce qu'ils avaient prévu. Ils ne relèvent que des os peu identifiables de l'ossuaire et composent un squelette qu'ils ramènent sur l'autel de la Sainte Croix au chœur de leur chapelle. Ils montrent leur composition à Beatrix, qui s'agenouille, conquise par le rayonnement de la sainte face de Déodat, accorde son pardon et la rémission miraculeuse des sommes dues. Ne faut-il pas dire qu'une foule montagnarde à la mine patibulaire alertée par la profanation du sanctuaire devait se presser déjà au voisinage de l'église ? 
On ignore si les moines du monastère Saint Maurice dédommagèrent les fidèles défenseurs du repos de Dieudonné, mais il semble qu'ils prirent à partir de ce jour la garde des précieuses reliques. Prenant pour patron saint Diey, ils ont contribué à préserver et agrémenter son pèlerinage.

## Conclusion
Ainsi, vénéré par les moines de Saint Maurice des Jointures dès le XIe siècle, puis par les chanoines de la collégiale, le saint Dié du peuple est devenu le grand patron du cloître, du val de Galilée et de ses paroisses, en particulier de la paroisse Sainte Croix, fondée avec la ville basse sur la rive droite de la Meurthe et la paroisse Saint Martin, placé au faubourg rive gauche, à proximité du Petit Saint-Dié.